# Uitgeverij kleine Uil
Uitgeverij kleine Uil is een Nederlandse uitgeverij. Ze werd in 2000 opgericht in Groningen, met als oorspronkelijke doelstelling de uitgave van het literair tijdschrift Tzum.
De uitgeverij rekent poëzie, romans en boeken over kunst, cultuur en streektaal tot haar uitgaven. Gepubliceerde auteurs zijn onder meer Jan Glas, Maria van Daalen, Henk van der Ent, A. Marja, Coen Peppelenbos, Arjen van Meijgaard en Doeke Sijens.
De uitgeverij geeft ook een Regenboogreeks uit, met daarin historische lhbt-literatuur. In deze reeks zijn onder meer de werken van Willem Bijsterbosch verzameld en Wilde Rozen en Een Alpenroman heruitgegeven.